# Missoula County
Missoula County är ett administrativt område i delstaten Montana, USA, med 109 299 invånare. Den administrativa huvudorten (county seat) är Missoula. 

## Geografi
Enligt United States Census Bureau så har countyt en total area på 6 781 km². 6 729 km² av den arean är land och 52 km² är vatten. 

### Angränsande countyn
- Mineral County - väst
- Sanders County - nordväst
- Lake County - nord
- Flathead County - nordost
- Powell County - öst
- Granite County - sydost
- Ravalli County - syd
- Idaho County, Idaho - sydväst
- Clearwater County, Idaho - sydväst